# Fyns Hoved
Fyns Hoved är en udde i Danmark.   Den ligger i Kerteminde kommun i Region Syddanmark, i den centrala delen av landet, 120 km väster om Köpenhamn. Det är den nordligaste punkten på Fyn. Närmaste större samhälle är Otterup, 16 km sydväst om Fyns Hoved. 